# Beate Hasenau
Beate Hasenau (* 15. April 1936 in Frankfurt am Main; † 1. Oktober 2003 in Hamburg) war eine deutsche Schauspielerin, Hörspielsprecherin, Kabarettistin und Synchronsprecherin.

## Leben
Beate Hasenau absolvierte eine kaufmännische Lehre und nahm parallel dazu Schauspiel- und Gesangsunterricht. Nachdem sie zunächst an Theatern in Frankfurt engagiert war, wurde die Künstlerin danach vor allem durch Auftritte im Kabarett Die Stachelschweine bekannt. Mehrfach war sie auch Gast bei der Münchner Lach- und Schießgesellschaft.
Hasenau lieh ihre Stimme seit 1961 als Synchronsprecherin Claudia Cardinale (Spiel mir das Lied vom Tod), Anita Ekberg (Die Morde des Herrn ABC), Gina Lollobrigida (Die Puppen), Monica Vitti (Modesty Blaise), Raquel Welch (Auf leisen Sohlen kommt der Tod) und Barbara Ewing in Draculas Rückkehr. Auch der Figur von ‚Dorothy‘ (Beatrice Arthur) in der Fernsehserie Golden Girls verhalf sie mit ihrer charaktervollen Stimme zu großer Popularität.
Ab ca. 1969 war sie zusammen mit Erwin Palm und Felix Knemöller beim RIAS als Moderatorin der Sendung Musicbox tätig.
Außerdem war sie in Zeichentrickfilmen von Walt Disney, darunter in beiden deutschen Synchronisationen von Arielle, die Meerjungfrau (als ‚Meerhexe Ursula‘ und ihre Schwester ‚Morgana‘), Cap und Capper (als ‚Big Mama‘), 101 Dalmatiner (als ‚Cruella De Vil‘) und Bernard und Bianca (als ‚Madame Medusa‘), mit ihrer Stimme präsent. Des Weiteren lieh sie ihre Stimme der ‚Mäusekönigin‘ im Zeichentrickfilm Der Nussknackerprinz, der Figur ‚Lexy‘ in der Animeserie Gesucht, entdeckt, erfunden und 2002 der ‚Mama Dorita‘ in dem PC-Spiel Runaway: A Road Adventure.

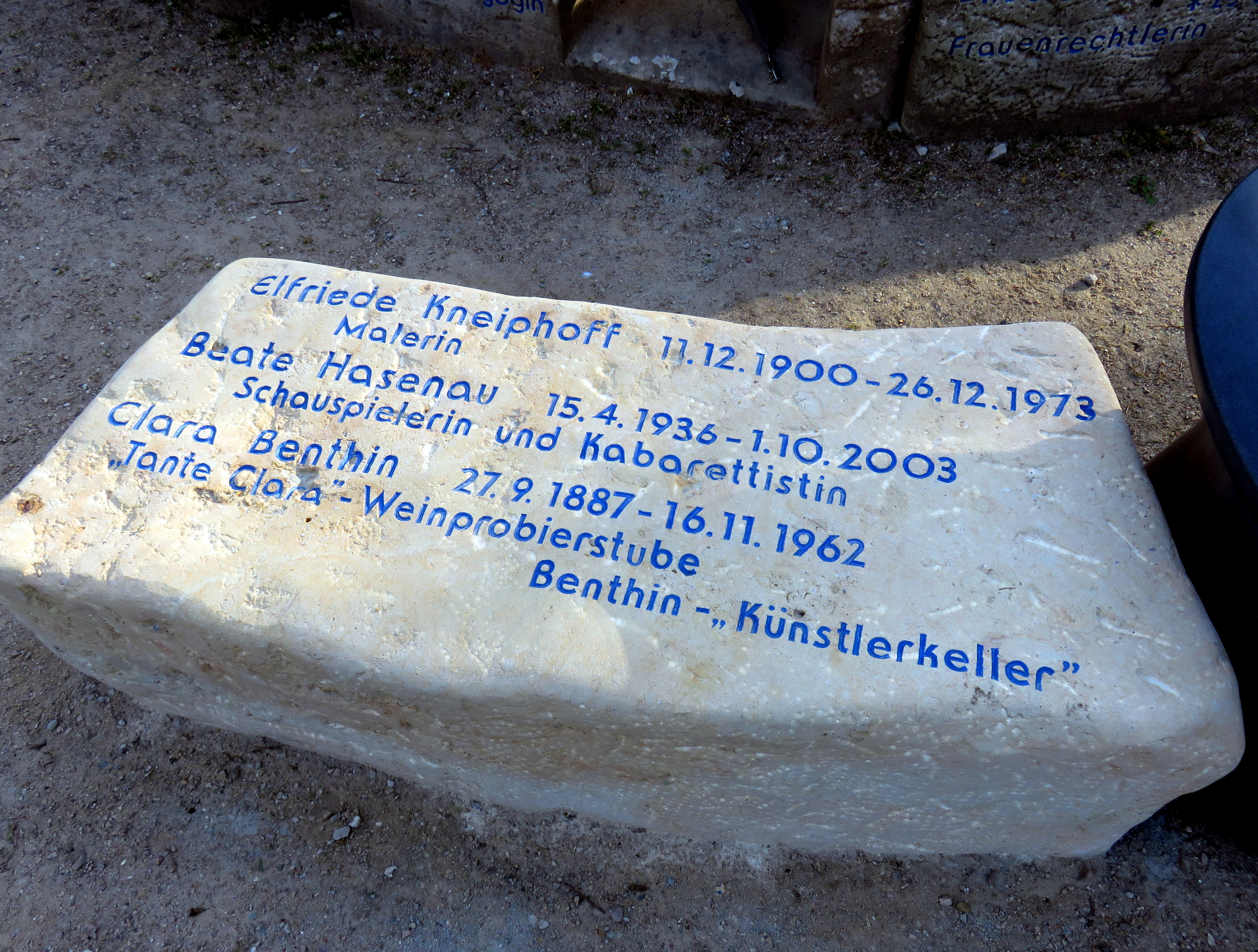
Erinnerungsstein im „Garten der Frauen“, Friedhof Ohlsdorf

Als Schauspielerin konnte man Beate Hasenau unter anderem in Episoden der Serien Ein Heim für Tiere, Der Alte, Großstadtrevier und Die Männer vom K3 sehen. In diesen Auftritten stellte sie mit der ihr eigenen rauchigen Stimme häufig Damen der Halbwelt dar. 
Beate Hasenau starb am 1. Oktober 2003 in Hamburg im Alter von 67 Jahren an einem Krebsleiden im Hospiz Hamburg Leuchtfeuer und wurde anonym auf dem Friedhof Ohlsdorf beigesetzt.
An Beate Hasenau wird auf einem Gedenkstein im „Garten der Frauen“ auf dem Ohlsdorfer Friedhof in Hamburg erinnert.

## Filmografie
- 1957: Feind im Blut
- 1961: Flucht nach Berlin
- 1962: Nachts ging das Telefon
- 1963: Jack und Jenny
- 1963: Die Nacht am See
- 1967: Heißes Pflaster Köln
- 1968: Der Gorilla von Soho
- 1969: Dr. med. Fabian – Lachen ist die beste Medizin
- 1972: Der Fall Opa
- 1972: Dem Täter auf der Spur – Der Tod in der Maske
- 1973: Lokaltermin – Nichts geht mehr
- 1975: Tatort – Als gestohlen gemeldet
- 1975: Tarzoon: Schande des Dschungels
- 1975: Berlin grüsst Bern (Fernsehfilm)
- 1975: Beschlossen und verkündet – Ferdinands Pferdchen (Fernsehserie)
- 1976: Jeder stirbt für sich allein
- 1976: Die Katze kennt den Mörder (Faux pas de deux)
- 1977: The Late Show
- 1977: Nachtvorstellungen
- 1977: Drei Schwedinnen in Oberbayern
- 1978: Der Alte: Die Sträflingsfrau
- 1979: Es begann bei Tiffany – Regie: Wolfgang Becker
- 1979: Warum die UFOs unseren Salat klauen
- 1981: Piratensender Powerplay
- 1983: Kiez – Aufstieg und Fall eines Luden
- 1983: Im Himmel ist die Hölle los
- 1985 – 1993: Ein Heim für Tiere (Fernsehserie, durchgehende Rolle, Stimme)
- 1991: Großstadtrevier: Gelegenheit macht Diebe
- 1993: Ottos Ottifanten (Fernsehserie, Stimme)
- 1995: Bobo und die Hasenbande (Fernsehserie, Stimme)
- 2001: Kommando Störtebeker (Stimme)

## Synchronrollen  (Auswahl)
Brenda Vaccaro
- 1968: Pokerspiel für zwei als Molly
- 1969: Asphalt–Cowboy als Shirley
- 1978: Unternehmen Capricorn als Kay Brubaker
- 1985: Wasser als Dolores Thwaites
- 1988: Heart of Midnight – Im Herzen der Nacht als Betty Rivers
- 1990: Columbo: Niemand stirbt zweimal als Jess McCurdy
- 2001: King of Queens als Sheila Rednester/Dougs Tante (Fernsehserie)

Claudia Cardinale
- 1964: Die Gleichgültigen als Carla
- 1965: New York Express als Vicky Vincenti
- 1968: Spiel mir das Lied vom Tod als Jill McBain
- 1971: Das rote Zelt als Schwester Valeria

Monica Vitti
- 1966: Mach mich kalt, ich friere als Giovanna
- 1970: Eifersucht auf italienisch als Adelaide
- 1975: Ente auf Orange als Lisa Stefani
- 1976: Wilde Früchte als Frau

Beatrice Arthur
- 1990–1992: Golden Girls als Dorothy Zbornak (2. Stimme) (Fernsehserie)
- 1996: Golden Palace als Dorothy Zbornak Hollingsworth (Fernsehserie)
- 2002: Malcolm mittendrin als Mrs. White (Fernsehserie)

Senta Berger
- 1970: Als die Frauen noch Schwänze hatten als Filli
- 1970: Toll trieben es die alten Germanen als Filli

Rosalba Neri
- 1967: Ich bin ein entflohener Kettensträfling als Encarnation
- 1973: Kennst Du das Land, wo blaue Bohnen blüh’n? als Miss Pappalardo

Pat Carroll
- 1989: Arielle, die Meerjungfrau als Meerhexe Ursula
- 2000: Arielle, die Meerjungfrau 2 – Sehnsucht nach dem Meer als Morgana

Ja’net DuBois
- 1998: Logan: Ein Bulle unter Verdacht als Lefty
- 1999: Logan: Im Hotel des Todes als Lefty

### Filme
- 1949: Mario Besesti in Die Rose von Bagdad als Minister Zizibe
- 1961: Carole D’Andrea in West Side Story als Velma
- 1962: Lois Maxwell in James Bond 007 jagt Dr. No als Miss Moneypenny
- 1963: Daliah Lavi in Der Dämon und die Jungfrau als Nevenka
- 1966: Rada Rassimov in Zwei glorreiche Halunken als Maria
- 1968: Lainie Kazan in Die Lady in Zement als Maria Baretto
- 1968: Anna Quayle in Tschitti Tschitti Bäng Bäng als Baroness Bomburst
- 1972: Barbara Harris in Der Krieg zwischen Männern und Frauen als Terry Kozlenko
- 1974: Carla Mancini in Wer bist du? als Frau am Hafen
- 1975: Peggy Lee in Susi und Strolch als Peggy
- 1976: Micheline Dax in Asterix erobert Rom als Priesterin
- 1977: Geraldine Page in Bernard und Bianca – Die Mäusepolizei als Medusa
- 1977: Gladys George in Die wilden Zwanziger als Panama Smith
- 1978: Carrie Snodgress in Teufelskreis Alpha als Hester
- 1980: Anita Ekberg in S+H+E: Security Hazards Expert als Dr. Else Biebling
- 1980: Betty Lou Gerson in 101 Dalmatiner als Cruella de Vil
- 1981: Pearl Bailey in Cap und Capper – Zwei Freunde auf acht Pfoten als Big Mama
- 1983: Andréa Ferréol in Kopfjagd – Preis der Angst als Élisabeth Worms
- 1984: Rosalind Cash in Buckaroo Banzai – Die 8. Dimension als John Emdall
- 1986: Virginia Capers in Howard the Duck – Ein tierischer Held als Cora Mae, Sekretärin
- 1987: Diana Bellamy in Nichts als Ärger mit dem Typ als Madam
- 1988: Bernadette Lafont in Ein turbulentes Wochenende als Jeanne
- 1990: Phyllis Diller in Der Nußknacker–Prinz als Mäusekönigin
- 1991: Claire Kelly in Tödliche Ferien als Lehrerin
- 1992: Charlotte Rae in Tom & Jerry – Der Film als Tante Innozenzia Fies
- 1992: Grace Jones in Boomerang als Helen Strangé
- 1994: Carol Channing in Däumeline als Frau Feldmaus

### Serien
- 1966: Joan Vohs in Dezernat M als Julie Darrell
- 1966: Margaret Field in Dezernat M als Rose Pulaski Mooney
- 1970: Barbara Feldon in Mini-Max als Agent 99
- 1993: Toshiko Fujita in Gesucht, entdeckt, erfunden als Lexy
- 2003: Karen Austin in Rodney als Patsy Hamilton

## Hörspiele (Auswahl)
- 1976: Heinrich Goertz: Joachimstaler '35 (Hyazinthe) – Regie: Wolfgang Wölfer (SFB)
- 1987: Karl May: Kapitän Kaiman – Rolle: Miss Admiral – Regie: Lothar Zibell/Hans-Joachim Herwald (Karussell)
- 1988–2000: Die drei ??? (Folgen 43, 62, 75, 76, 88, 89) verschiedene Rollen – Regie: Heikedine Körting (Europa)
- 2002: Arielle, die Meerjungfrau. Das Original-Hörspiel zum Film, Walt Disney Records (Audible: 2023), EAN:  4001504196226
- 2006: Arielle, die Meerjungfrau 2 – Sehnsucht nach dem Meer – Das Original – Hörspiel zum Film, Kiddinx Verlag/Walt Disney Records, EAN: 4001504196608 (BookBeat: 2023)

## Diskografie
- 1964: Sie trug den Mini-Bikini
- 1964: Beha-beha – behalt das Ding
- 1965: Sächs’scher Sex
- 1965: Grosse Männer haben kleine Episoden
- 1965: So nah’ bei dir (C’eri Anche Tu)
- 1965: Es liegt eine Leiche im Fernsehkanal
- 1969: Lektion für Sexmuffel – zusammen mit Rainer Pries